# Friedrich Christian Diez
Friedrich Christian Diez (Gießen, 15 de marzo de 1794-Bonn, 29 de mayo de 1876) fue un filólogo alemán que destacó por sus estudios de las lenguas romances, siendo considerado el padre de su estudio.

## Biografía
Recibió su formación primero en el Instituto de secundaria (gymnasium) de su ciudad natal y luego en la Universidad de Gotinga. Allí estudió las lenguas clásicas bajo la dirección de Friedrich Gottlieb Welcker, que había regresado tras dos años de residencia en Italia para ocupar la cátedra de arqueología y literatura griega.